# 德布勒森車站

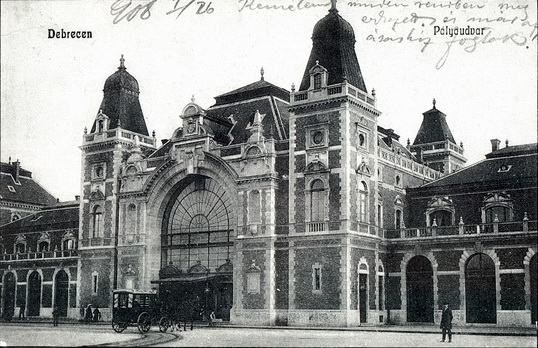
1894年完工的德布勒森車站，於二戰中被炸毀

德布勒森車站（匈牙利語：Debrecen vasútállomás）是匈牙利第二大城市德布勒森的主要鐵路車站。於1857年，隨連接布達佩斯和德布勒森的鐵路開通而啟用。德布勒森-布達佩斯線在1940年代實現電氣化，因此火車站也配備了架空線。1894年，車站改建，該建築在在二戰期間被炸毀，現今的車站於1961年重建完成。